# Navalia
I Navalia furono il più antico porto militare di Roma antica: sede dell'arsenale (cioè dell'impianto adibito alla costruzione e alla manutenzione delle navi da guerra) e base di stazionamento della flotta militare durante i mesi invernali. Si trattò di strutture collocate sulla sponda sinistra del fiume Tevere, nel Campo Marzio (con la suddivisione augustea dell'Urbe in regioni la zona entrò nella Regio IX Circus Flaminius), non molto lontano dall'area del primo porto commerciale di Roma (il porto tiberino).
Quando oggi nei testi degli studiosi si tratta di Navalia dei Romani si intendono quelle strutture che servono come arsenale e come base navale, con la duplice funzione di offrirsi come ricovero e officina per la  manutenzione e riparazione alle navi militari .

## Storia
I Navalia furono stabiliti sulla sponda del Tevere al principio dell'Età repubblicana. Soprattutto tra IV e II secolo a.C. ospitarono la flotta militare romana, mentre, in seguito, vi si ormeggiavano solo navi presenti a Roma per esigenze dello Stato.
I Navalia vengono citati in un passo di Tito Livio che riporta come, nel 338 a.C., le navi catturate agli Anziati nel corso della battaglia del fiume Astura furono in parte bruciate e in parte condotte a Roma proprio nei Navalia.
Nel III secolo a.C., quando furono risistemate le Mura Serviane verso il Tevere, il Portus Tiberinus fu incluso nella nuova cinta, mentre i Navalia rimasero all'esterno. Per consentirne l'accesso dalla città fu aperta nella cinta muraria la Porta Navalis, citata da Sesto Pompeo Festo nel II secolo d.C. e probabilmente visibile fino al XV secolo vicino al teatro di Marcello. Tuttavia la sede effettiva dell'arsenale navale si spostò progressivamente a Ostia per ragioni pratiche: di maggiore libertà di movimento e di controllo del Mediterraneo. Non solo, fu Augusto a stabilire persino due basi navali per la flotta militare in punti chiave per il controllo del Mediterraneo: Ravenna e Miseno. 
Nel VI secolo d.C. Procopio di Cesarea visitò i Navalia ancora esistenti e vi poté vedere una nave molto antica, che era tradizionalmente chiamata Nave di Enea.

## Ubicazione
I primi Navalia erano collocati di fronte all'Isola Tiberina, in un'area che per altro rimase sgombra di edifici fino all'età augustea.
Successivamente, l'area dei Navalia si estese verso nord, probabilmente fino all'altezza del ponte Elio.
| Planimetria del Campo Marzio meridionale |
| --- |
| Tevere Navalia Circus Flaminius Teatro di Marcello T. di Diana T. della Pietà T. di Giano T. di Giunone T. di Spes Tempio di Bellona Tempio di Apollo Sosiano Tempio di Giove Statore Tempio di Giunone Regina Portico d'Ottavia Portico di Filippo T. d'Ercole Portico d'Ottavio Teatro di Balbo Crypta Balbi Portico di Minucio T. delle Ninfe Diribitorium T. di Giuturna T. della Fortuna T. di Feronia T. dei Lari Permarini Curia di Pompeo Portico di Pompeo Teatro di Pompeo Tempio di Venere Vincitrice Templi di Marte e Nettuno Santuario di Ercole Magnus Custos Tempio di Castore e Polluce Ponte Fabricio Isola Tiberina Porticus Maximae T. di Vulcano Porticus Divorum Villa Publica Hecatostylum T. della Fortuna equestre Anfiteatro di Statilio Tauro (?) |

## Descrizione
I rinvenimenti di opere murarie in calcestruzzo con volte a botte (le più antiche rinvenute a Roma), apparentemente databili al II secolo a.C., lungo la sponda sinistra del Tevere sono stati associati ai Navalia.
I Navalia consistevano di ambienti coperti con elevazione del tetto in corrispondenza dei luoghi di ricovero delle navi.